# Hermann Hübsch
Hermann Hübsch (* 22. November 1901 in Lucine (Schlesien); † 1995 in Stuttgart) war ein deutscher Maler, Grafiker und Bildhauer.

## Leben und Werk
Hermann Hübsch absolvierte zunächst eine Lehre als Maler. Er ging dann als Malergeselle auf Wanderschaft. Er nahm Mal- und Zeichenkurse als Abendkurse an der Universität Düsseldorf und bei Heinrich Seufferheld an der Universität Tübingen. Von 1926 bis 1932 studierte er bei Hans Spiegel, Alexander Eckener, Robert Breyer und Arnold Waldschmidt an der Kunstakademie Stuttgart.
Von 1933 bis 1940 wirkte er als freischaffender Künstler in Stuttgart. Von 1940 bis 1945 leistete er Kriegsdienst. 1944 verlor er bei Bombenangriffen sein gesamtes Frühwerk. 1946 wurde Hübsch Mitbegründer der Freien Kunstschule Stuttgart. Von 1947 bis 1956 lehrte er an dieser freien Kunstschule.
Seit den 1950er Jahren wirkte Hübsch an zahlreichen Kunst-am-Bau-Aufträgen. Zudem schuf er Bildteppiche und wirkte an Plastiken in Terrakotta, Zement und Bronze. Seit den 1980er Jahren schuf er zahlreiche Blattmetallkonstruktionen. In seiner wohl letzten Ausstellung im Mai 1994 im Stuttgarter Rathaus präsentierte der damals 94-jährige Künstler „goldene und silberne Metallapplikationen, die auf konstruktiv-abstrakten Farbflächen aufgebracht wurden.“ In dieser Ausstellung fiel laut Aussage des Künstlers ein 1989 entstandenes Bild buchstäblich „Aus dem Rahmen“. „Der ist nämlich asymmetrisch gezackt und ziemlich verwegen konstruiert.“ In seinen Ölbildern der 1950er und 1960er Jahre wie „Konfirmandin“ interessierten den Künstler dagegen mehr der Faltenwurf eines Taftkleides. Er ordnete dabei kleinere geometrische Flächen so an, „dass sie deutlich den Glanz des Stoffes wiedergeben“, ohne selbst farblich zu glänzen.

## Ausstellungsteilnahmen (Auszug)
- 1931, 1932: Juryfreie Künstlervereinigung Stuttgart.
- 1947: Stuttgarter Sezession (Gemälde Damenbildnis, Bronze Junge Schwäbin)